# ジョニー・サンダース
ジョニー・サンダース（Johnny Thunders、1952年7月15日 - 1991年4月23日）は、アメリカ合衆国出身のミュージシャン、シンガーソングライター、ロックンローラー。
パンク・ロックに多大なる影響を与えたニューヨーク・アンダーグラウンド・ロック・アーティストの一人。「ニューヨーク・ドールズ」を経て、自ら率いる「ハートブレイカーズ」などで活動した。

## 略歴

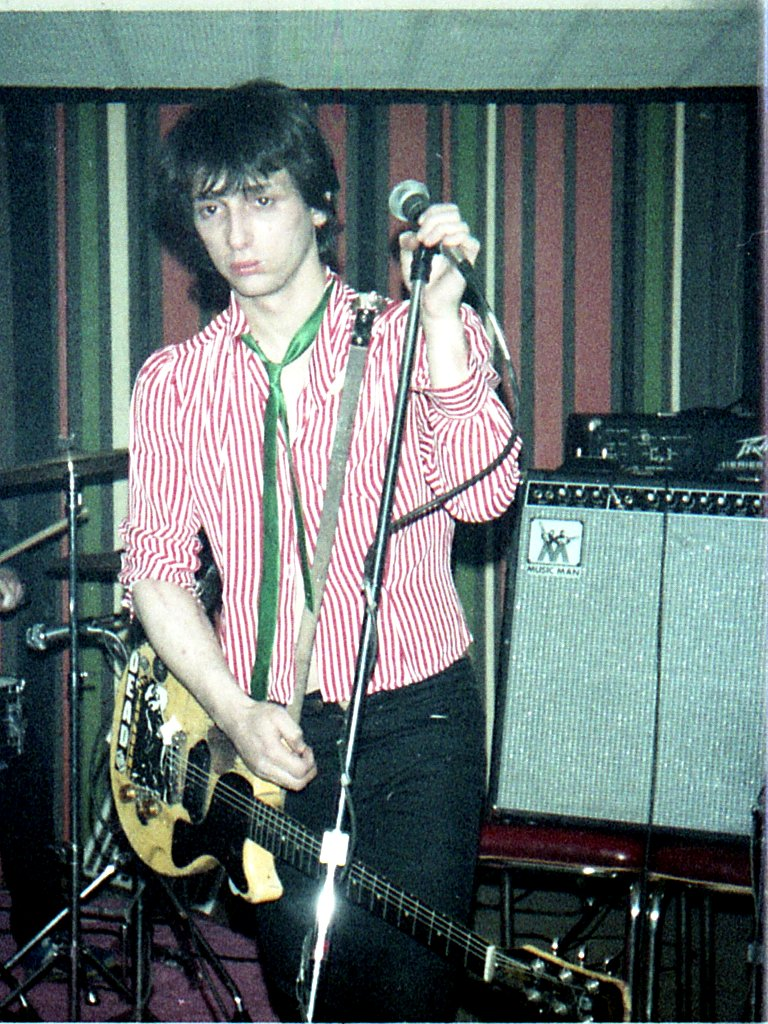
ソロ時代初期 (1979年)

### ニューヨーク・ドールズ
1971年、アーサー・ケイン（ベース）等と共にニューヨーク・ドールズを結成。ジョニーはリード・ギターを務めた。1972年には、激しいライヴや中性的なファッションが注目を集め、ルー・リード、ミック・ジャガーやデヴィッド・ボウイからも絶賛される。
1973年、デビュー・アルバム『ニューヨーク・ドールズ』発表。プロデューサーはトッド・ラングレン。1974年、2作目の『悪徳のジャングル』発表。後期ニューヨーク・ドールズのマネージャーは、後にセックス・ピストルズをデビューさせたマルコム・マクラーレンであった。
1975年夏の日本公演直前にジョニーとジェリー・ノーラン（ドラム）はニューヨーク・ドールズを脱退。このときピストルズ結成を準備していたマクラーレンからロンドンに来るよう誘われたが、断っている。

### ハートブレイカーズ
ジョニーとジェリーは、元テレヴィジョンのリチャード・ヘル（ベース）やウォルター・ルー（ギター）と共にジョニー・サンダース&ザ・ハートブレイカーズ（ハートブレイカーズ）を結成。ここでジョニーはリード・ボーカルも兼任する。間もなくリチャードが脱退し、ビリー・ラス（ベース）を後任に迎える。バンドはイギリスに渡り、1976年秋にセックス・ピストルズ、ザ・クラッシュ、ダムドと共に「アナーキー・ツアー」に参加。そして、1977年に唯一のスタジオ・アルバム『L.A.M.F.』 (Like A Mother Fucker)を発表。

### ソロ活動

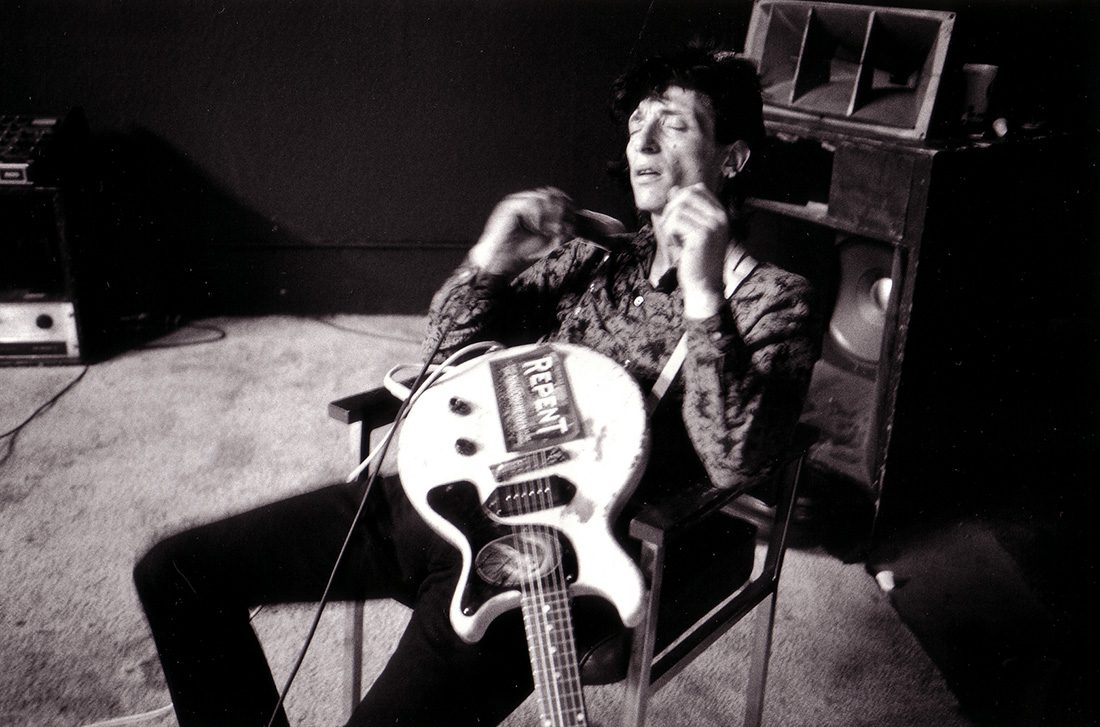
1980年代

ハートブレイカーズ解散後、ジョニーはロンドンに留まり、1978年にソロ・デビュー作『ソー・アローン』を発表。元セックス・ピストルズのスティーヴ・ジョーンズとポール・クック、シン・リジィのフィル・ライノット、元スモール・フェイセス〜ハンブル・パイのスティーヴ・マリオット、プリテンダーズのクリッシー・ハインド、オンリー・ワンズのピーター・ペレット等、豪華ゲストが大挙参加した。
1985年に初来日公演を行う。
1986年に再来日公演を行う。
1988年に３回目の日本公演を行う。
1991年4月の来日公演後、4月23日、ニューオーリンズのホテルで死亡した。死因はオーバー・ドーズとも言われているが、真相は謎に包まれている。38歳という若さであった。
2015年、生涯を追ったドキュメンタリー映画『Looking for Johnny ジョニー・サンダースの軌跡』が日本公開。

## 名前の由来
ザ・キンクスのコンセプトアルバムである、『ヴィレッジ・グリーン・プリザヴェイション・ソサエティ』に出てくるバイク乗りが由来といわれる。

## 使用ギター
ニューヨーク・ドールズ時代から主にギブソン・レスポール・ジュニア・ダブルカッタウェイ（TVモデル）を使用。オベーションやモーリスのエレアコ、ギブソン・レスポール・スペシャルなども使用していた。

## ジョニー・サンダース信奉者
ジョニーを崇拝するロック・ミュージシャンは実に多い。元ザ・スミスのモリッシーは、無名時代に『The New York Dolls』という小冊子を自費出版したほどのマニアである。『ソー・アローン』収録のバラード「ユー・キャント・プット・ユア・アームズ・アラウンド・ア・メモリー」は、マイケル・モンローやガンズ・アンド・ローゼズにカヴァーされた。
日本でも人気が高く、ZIGGYの『HOT LIPS』やRCサクセションの『COVERS』、えびの『にくまれっこ世にはばかる』で、ゲスト・プレイヤーとして招かれた。

## ディスコグラフィ

### スタジオ・アルバム
- 『ソー・アローン』 - So Alone (1978年)
- 『イン・コールド・ブラッド』 - In Cold Blood (1983年)
- Diary of a Lover (1983年)
- 『ハート・ミー』 - Hurt Me (1983年) ※アコースティック・ギター弾き語り作品
- 『ケ・セラ・セラ』 - Que Sera Sera (1985年)
- 『コピー・キャッツ』 - Copy Cats (1988年) ※with パティ・パラディン

### ライブ&コンピレーション・アルバム
- 『トゥ・マッチ・ジャンキー・ビジネス』 - The New Too Much Junkie Business (1983年)
- Stations of the Cross (1987年)
- 『ブートレッギング・ザ・ブートレッガーズ』 - Bootlegging the Bootleggers (1990年)
- 『ギャング・ウォー』 - Gang War (1990年) ※ギャング・ウォー名義。with ウェイン・クレイマー
- 『ライヴ・イン・ジャパン 1991』 - Live in Japan (1991年)
- 『ハヴ・フェイス』 - Have Faith (1992年)
- 『ハート・ミー・モア』 - Hurt Me More (1993年) ※1991年、死の直前に行われた大阪でのライブ
- 『サッディスト・ヴァケイション～ラスト・ライヴ・イン・ジャパン1』 - Saddest Vacation Act. 1 (1993年)
- 『サッディスト・ヴァケイション～ラスト・ライヴ・イン・ジャパン2』 - Saddest Vacation Act. 2 (1993年)
- Chinese Rocks: The Ultimate Thunders Live Collection (1993年)
- 『ストリート・ファイティング』 - Street Fighting (1993年) ※ギャング・ウォー名義。with ウェイン・クレイマー
- Add Water & Stir (1994年)
- 『ステイションズ・オブ・ザ・クロス』 - Stations of the Cross (Revisited) (1994年)
- 『外伝』 - The Best Of Johnny Thunders (1994年)
- The Studio Bootlegs (1996年)
- Belfast Rocks (1997年)
- 『ライヴ・イン・スウェーデン』 - Live In Sweden 1984 (1998年) ※with シルヴェイン・シルヴェイン
- Born Too Loose: The Best of Johnny Thunders (1999年)
- Live at Leeds (1999年)
- Play with Fire (2000年)
- Endless Party (2000年)
- Panic on the Sunset Strip (2000年) ※日本盤は『ハリウッド・バビロン』 - Hollywood Babylonとしてリリース
- Live & Wasted: Unplugged 1990 (2001年)
- 『サンダーストーム・イン・デトロイト』 - Thunderstorm In Detroit (2001年)
- Eve of Destruction (2005年)
- 『スティックス&ストーンズ ザ・ロスト・アルバム』 - Sticks & Stones: The Lost Album (2009年)
- 『スパニッシュ・メモリー』 - Madrid Memory (2019年)

### シングル&EP
- "Dead or Alive" 7" (1978年)
- "You Can't Put Your Arms Around a Memory" (1978年)
- "Twist And Shout/Boys" ( live at Max's with Jimi LaLumia & The Psychotic Frogs; 1981年)
- "In Cold Blood" (1983年)
- "Hurt Me" (1984年)
- 「クローフィッシュ」 - "Crawfish (1985年) ※with パティ・パラディン
- "Que Sera Sera (1988年)

### ハートブレイカーズ
- 『L.A.M.F.』 - L.A.M.F. (1977年)
- 『ライヴ・アット・マクシズ・カンザス・シティ』 - Live at Max's Kansas City (1979年、ライブ)
- 『L.A.M.F.リヴィジテッド』 - L.A.M.F.Revisited (1984年) ※バンド解散後の1984年に、サンダースが上記作品を自らリミックス・再編集、ジャケット・デザイン等も一新して発売した。